# Гатерієві
Гате́рієві (Sphenodontidae) — єдина сучасна родина поширених у давні часи дзьобоголових рептилій. Нині родина представлена одним родом — гатерія (Sphenodon), що включає два види, які живуть у Новій Зеландії.

## Діагностика
Гатерієві з нижньою щелепою, що мають пропалінальний (рух вперед і назад) механізм.